# Еймавил (замък)
Замъкът Eймавѝл (на италиански: castello di Aymavilles, на френски: Château d'Aymavilles) е музей и имение, разположено в село Еймавил, Регион Вале д'Аоста, Северна Италия, датиращо от 13 век. Построена върху моренов хълм, тази четириъгълна сграда има четири цилиндрични кули в ъглите със зъбци и кронщайни.
Замъкът е отворен за обществеността от 2022 г.: в допълнение към историческата си част съхранява колекции, датиращи от 19 век, и част от колекцията на Академията на Св. Анселм. Издига се в центъра на долината, близо до сливането на река Дора Балтеа и потока  Гранд Ейвия, заобиколен от лозя.

## История

### Произход
Построен върху моренов хълм, който се спуска към река Дора Балтеа, замъкът е разположен на отлична позиция за наблюдение, за да контролира прохода в централната долина, където се е простирал древноримският консулски път на Галиите, свързващ Медиоланум (днешен Милано) с Лугдунум, както и към Вал ди Коне – долина, експлоатирана за добива на мрамор.
Първото споменаване за замъка е от май 1207 г. Тогава той е доста различен от сегашните форми, тъй като прилича повече на дом-крепост като замъка на Екур в Ла Сал или замъка Ла Мот в Арвие.
Структурата е снабдена и с крепостна стена за събиране и защита на населението в случай на опасност по модела на замъците на Кли (Сен Дени) и Грен (в Брюсон).

### Замъкът на Шалан
През 1354 г. графовете на Савоя поверяват замъка на   едно от най-важните семейства във Вале д'Аоста  – Шалан, и по-точно на неговия клон Шалан-Еймавил. Добавен е етаж и донжонът е разширен на запад. Аймон II дьо Шалан нарежда изграждането на втора крепостна стена, ров и подвижен мост.
В началото на 15 век, по заповед на Амадей дьо Шалан, са добавени четирите кули с кронщайни и зъбци и две от тях са с мотиви на гвелфите, а останалите са с мотиви на гибелините. Те, леко различни по размер, са свързани помежду си чрез система от галерии и лоджии и са оборудвани със защитни кули, разположени на крепостните стени. Тези кули, които са запазени при последващите промени, характеризират уникалния външен вид на замъка. Използваните камъни за градежа са туф и бардильо (вид мрамор). Малката сграда, която все още може да се види днес близо до замъка, също датира от онези години и е била използвана като комплекс от конюшни.
През 1728 г., по нареждане на барон Жозеф-Феликс дьо Шалан, външните укрепления са разрушени. Замъкът, който от този момент остава практически непроменен до днес, се превръща в имение с парк и се характеризира с монументално стълбище на входа и голям фонтан. Бароковите лоджии между кулите също са построени по поръчка на барона. Всички тези последни трансформации съобразяват сградата с преобладаващия тогава стил Рококо.
Връзката между семейство Шалан и замъка Еймавил приключва през 1857 г., когато умира Виторио Какерано Озаско дела Рока-Шалан.

### Замъкът през 19 век
След това събитие замъкът започва постепенно да се продава на различен брой частни купувачи. Сред първите могат да се споменат граф Клементе Азинай Веразис ди Кастильоне през 1870 г. През 1882 г. е ред на сенатора Джовани Бомбрини, в чиито тавани са открити някои изключително престижни средновековни платна, изобразяващи Рене дьо Шалан, съпругата му Менсия и техните дъщери, и сцената на Благовещението. Панелите вероятно са част от полиптих и са в много критично състояние. През 2005 г. окончателната им реставрация позволява възстановяването на това великолепно свидетелство за средновековно изкуство.

### Замъкът като музей (20 – 21 век)
През 1970 г. замъкът е закупен от Италианската държава, която по-късно прехвърля собствеността на Регион Вале д'Аоста. От 2004 г. нататък регионът се занимава, чрез планирането на поредица от реставрационни дейности, с опазването на обекта и със създаването на музеен маршрут, с цел повторното му отваряне за обществеността за туристически цели. Тези дейности обаче започват официално едва през май 2013 г. и приключват през декември 2021 г. Те са насочени към възстановяването на целия архитектурен комплекс, който включва: основната сграда, т.е. замъка, по-малката и селска сграда, наречена grandze, конюшнята и обширния парк, създаден върху скалистия таран чрез изграждането на няколко тераси.
Сложните интервенции водят до анализа на археологическите и архитектурни фази, особено на по възвишенията и по декорациите на структурата, за да се идентифицира възрастта на различните части на сградата и по-специално най-древните исторически еволюционни фази на замъка. В тази връзка е извършено дълбоко почистване както отвън – на стените и бойниците на върха на кулите, където външните агенти са въздействали десетилетия наред, така и на вътрешните дървени части, както и стратиграфски анализи върху декорираните мазилки в залите след тяхното консолидиране, за да се разбере тяхната еволюция и различните фази на тяхното създаване.
През месец март 2018 г. в пролетните дни на FAI (Италиански фонд за обкръжаващата среда) се правят и две извънредни отваряния. След като отбелязва значителен успех в броя на посетителите, новото откриване е рекламирано през август същата година за по-дълъг период от три седмици като част от събитието Châteaux ouverts, с над 15 000 посетители. Част от внушителната колекция на Академията на Свети Анселм (Académie Saint-Anselme) също е поставена в залите на замъка. Преди това тя не е била видима за обществеността поради липсата на седалище. Академията е основана на 29 март 1855 г. и се състои от интелектуалци, миряни и религиозни лица, обединени от желанието да разпространяват знания и уважение към културното наследство на Вале д'Аоста. Сред най-важните творби в колекцията е скулптурата на Света Екатерина Александрийска – висок релеф от гипсов алабастър от Стефано Мосетаз (Етиен Мосета), скулптор и архитект, активен в Аоста през 15 век.
След като завършват и интервенциите по уредбата на музея, замъкът е отворен за публика предварително от 22 декември 2021 г. до 9 януари 2022 г. Окончателното му откриване е на 14 май 2022 г., след 17 години работа.

## Интериор и екстериор
Маршрутът на музея се разгръща на четири нива: започвайки от историята на семействата, които са се редували в замъка, продължава с колекциите от 19 век и с колекцията на Академията на Свети Анселм, за да завърши с обяснение на еволюционния фази на структурата.
Интериорът на замъка има вида от 19 век. Неотдавнашните реставрационни и възстановителни дейности в залите изваждат наяве живите рисувани декорации на стените, вратите и параваните за камини на представителните зали. В едни и същи зали зали съжителстват различни елементи: от неоготическия репертоар до шиноазри, от митологични сюжети до натуралистични сюжети и такива с неоегипетски привкус. Тази оригинална декоративна програма е популяризирана в началото на 1940 г. от Виторио Какерано Озаско дела Рока-Шалан, син на графиня Тереза дьо Шалан.
Ниво I – история на семействата, които са се редували в замъка: на приземния етаж залите илюстрират събитията на семействата Шалан и Бомбрини, последните собственици на замъка преди закупуването му от автономния регион Вале д'Аоста. 
Ниво II – колекция от 19 век, от Виторио Какерано дела Рока Шалан до колекцията на Академията на Свети Анселм: на първия етаж големият салон представлява кръстовището между историята на замъка и раждането на колекцията на Академията – културна асоциация от Вале д'Аоста, създадена през 19 век, на която са посветени всичките зали в тази част.
Ниво III – зали на Мадам Жозефин (1805 – 1850) и колекцията на Академията на Свети Анселм: изложбата съжителства с доказателства за ежедневния живот в замъка през 19 век. 

Ниво IV – еволюционни фази на замъка и таванната дървена конструкция от средата на 15 век: таванското помещение, интегрирано с все още видимите архитектурни останки, илюстрира трансформациите на сградата през вековете с помощта на мултимедийни технологии. 

### Конюшни
До сградата все още стои малка сграда с традиционен каменен покрив, в която някога са се помещавали конюшните .

### Ферма
По-малката сграда, наречена grandze или „ферма“ на патоа от Вале д'Аоста, е домакин на временни изложби и събития от 2020 г. насам.

### Парк
Паркът, организиран на тераси, които се спускат към Eймавил, е неразделна част от архитектурния комплекс и е представителен за промените, извършени между 1715 и 1728 г. от граф Жозеф-Феликс дьо Шалан. Тази подредба напомня околния хълмист пейзаж, култивиран с лозя. Алеята, където има два конски кестена, две кипарисови тополи, няколко липи и шестил, води до градината пред замъка, където има бароков фонтан. Паркът е домакин на събития и концерти.

## Лица, свързани със замъка
- Аймон II дьо Шалан (ок. 1305 – ок. 1385), син на Годфроа II дьо Шалан, господар на Фенис и Усел[14] и на Беатриче Фиески, е господар на Фенис и Еймавил. Придава на замъка по-елегантен и внушителен външен вид. Верен сътрудник на савойските графове Амадей VI и Амадей VII Савойски, той заема множество политическо-административни и военни длъжности, започвайки от 1331 г. и повече от половин век; през този период участва в различни военни кампании в Пиемонт, Вале, Жекс, Виен и Фосини. Съветник на графа и одитор на Сметната палата, той също е назначен за подест на Ивреа. Заминаването на Амадей VI за кръстоносния поход по българските черноморски градове укрепва позицията му: Аймон е назначен в Регентския съвет през 1366 г., за да подпомага графиня Бона дьо Бурбон, на която са делегирани пълни правомощия.[15]
- Амадей дьо Шалан (ок. ср. на 14 век – ок. 1423), син на Аймон II дьо Шалан, е владетел на Еймавил и Шател Сен Дени, и основоположник на кадетската линия Шалан-Еймавил. Като млад следва херцог Луи II дьо Бурбон в Антакия, за да защити Кипърското кралство от сарацините. Воюва срещу турците за император Сигизмунд Люксембургски и участва в Битката при Никопол (25 септември 1396 г.). Оръженосец на граф Амадей VII и съветник на граф Амадей VIII Савойски, той заема различни политическо-административни длъжности и участва в множество военни кампании за Савоя. Прави деликатни дипломатически мисии до папа Григорий XII и император Сигизмунд Люксембургски; договаря споразумения между графовете на Савоя и графовете на Мазино, между Лудвиг Савойски-Ахая и Теодор II Палеолог (договор от 1403 г.) и между бернците и валесците. Едно изключително събитие – сватбата му с Луиз дьо Миолан през 1411 г., е последвано от влизането на съпрузите в замъка през 1413 г. За тази дата замъкът е превърнат в резиденция с абсолютен престиж, благодарение и на добавянето на четирите ъглови кули, които все още характеризират външния му вид днес.[15]
- Жак дьо Шалан (1414 – 1459), син на Амадей дьо Шалан, е господар на Еймавил. Заема позициите на оръженосец на херцог Лудвиг Савойски, военен капитан на френския крал Луи XI, бали на Вале д'Аоста и Фосини, подест и губернатор на Верчели (1451), както и кастелан на Шийон[16] и на много други (1423 – 1457). След смъртта на братовчед си Франсоа, първи граф на Шалан, през 1442 г., започва дълъг спор с дъщеря му Катерина за унаследяването на графството, което води до епизоди на война. През 1451 г. изпада в немилост и е заточен за участието си в заговора срещу кипърските фаворити на херцогинята на Савоя Анна дьо Лузинян. През 1456 г. получава помилване от херцог Лудвиг, който в крайна сметка му признава титлата „граф на Шалан“. В средата на 15 век издига четирите кули на замъка Еймавил, създавайки носещ дървен покрив, чиито греди могат да се видят и днес.[15]
- Жозеф-Феликс дьо Шалан (? – 1748) е баронът, който нарежда последната значителна архитектурна трансформация: между 1715 и 1728 г., за да направи имението по-удобно и подходящо за жилищни нужди, той вмъква къснобарокови елементи като овалните отвори, щукатурите и външната стълба с двойна рампа. Лоджията на запад е затворена с три големи прозореца, обрамчени от пиластри от местен мрамор, създавайки внушителна среда, наречена Галерия. След смъртта на барона е съставен опис на обзавеждането на замъка, който улеснява представянето на вътрешния му вид. Бароковите промени включват и градината пред замъка, в която са вмъкнати кръглият фонтан и нишата в основата на стълбището.[15]

- Виторио Какерано Озаско дела Рока-Шалан (1778 – 1857), син на граф Пиетро Джузепе Виторио и Тереза ди Шалан. Получава фамилното име на майка си в памет на благородническото семейство от Вале д'Аоста, на което Тереза е последна наследница. Виторио Какерано се грижи за замъка, наследен от майка му през 1837 г., като го посещава по различно време в първата половина на 19 век. Около 1840 г. се посвещава специално на проекта за модернизация на залите и декоративните системи по стените и вратите. Той също така подрежда в замъка своята ценна колекция, изчезнала днес, съставена от картини, монети, книги и скъпоценни предмети.[15]
- „Мадам Жозефин“ (1805-1850) е ключово лице в историята на замъка. Родена Алегрони, тя е съпруга на Джузепе Джовине (поради тази причина е наречена Мадама Джовине или Джоване), но скоро овдовява. Придворна дама на графиня Тереза дьо Шалан, тя остава на втория етаж на замъка, както напомня надписът, нарисуван на вратата на нейната стая. След смъртта на графинята сключва таен брак (вероятно през 1840 г.) със сина ѝ Виторио Какерано Озаско дела Рока-Шалан. Едва след смъртта ѝ обаче на Мадам Джовине е признат статутът ѝ на съпруга и е назована в епитафията „Жозефина дела Рока".[15]
- Семейство Бомбрини: През 1895 г. граф Клементе Веразис, задлъжнял и без потомство, продава замъка на генуезкия индустриалец Рафаеле Бомбрини. Семейството му го притежава до 1970 г., когато е закупено от автономния регион Вале д'Аоста. Интересът на сем. Бомбрини към замъка се корени в модата на планинските ваканции между 19 и 20 век и във възхода на предприемаческата буржоазия. Няколко снимки от архива на Бомбрини остават свидетелства за ежедневието в замъка. Особено посещаван през лятото, той е използван за отпразнуване на сватби, а също и за весели моменти с останалата част от семейството.[15]

## Галерия с изображения
- Изглед към замъка
- Макети на замъка
- Зала в замъка
- Зала в замъка
- Зала в замъка
- Врата в замъка
- Врата в замъка
- Таван на замъка от 15 век

## Място от интерес за Общността
Замъкът и изоставените мини на Помпио, които се простират на площ от 1,6 хектара, са признати за места от интерес за Общността (SIC с код IT1205034). 